# Gian Carlo Menotti
Gian Carlo Menotti (Cadegliano-Viconago (Varese), 7 de julio de 1911-Montecarlo, 1 de febrero de 2007) fue un compositor italo-estadounidense, destacado compositor de ópera —como la clásica ópera navideña Amahl y los visitantes nocturnos— y fundador en 1958 del célebre Il Festival dei Due Mondi ('El Festival de los Dos Mundos', un festival que nada tiene que ver con su versión estadounidense, el Spoleto Festival USA, creado en 1977, y que Menotti siempre rechazó por haber plagiado su creación, el nombre y por desviar la atención de los artistas).

## Biografía
Menotti comenzó escribiendo canciones cuando tenía 7 años, y a los 11 escribió el libreto y la música de su primera ópera, The Death of Pierrot.
Inició su formación en el Conservatorio Verdi de Milán en 1923.
Tras la muerte de su padre, Menotti y su madre emigraron a los Estados Unidos y él se matriculó en el Instituto Curtis de Música de Filadelfia.
Algunos compañeros destacados en Curtis fueron Leonard Bernstein y Samuel Barber, quien se convirtió en su compañero sentimental permanente, siendo Menotti quien realizó el libreto de la ópera más famosa de Barber, Vanessa, la cual fue estrenada en 1958 en la Ópera Metropolitana. En Curtis fue donde escribió su primera ópera madura, Amelia al Ballo (Amelia va al baile). The Island of God y The Last Savage fueron las únicas óperas que escribió en italiano, siendo el resto en inglés. Él mismo escribió los libretos de todas sus óperas.

### Trabajos
Sus más exitosos trabajos fueron compuestos en los años 1940 y 1950. Menotti también enseñó en el Instituto Curtis, siendo uno de sus mejores estudiantes y protegidos el compositor estadounidense Stanley Hollingsworth.
Escribió el libreto de dos óperas de Samuel Barber, Vanessa y A Hand of Bridge, además de revisar la letra de Anthony and Cleopatra. Amelia tuvo tanto éxito que la NBC solicitó una ópera para la radio. The Old Maid and the Thief fue el primer trabajo escrito con ese fin. Después de esto, compuso en 1944 un ballet, Sebastian, y en 1945 un concierto de piano, antes de volver a la ópera con The Medium and The Telephone.
Su primera ópera completa, The Consul, fue estrenada en 1950. Ganó el Premio Pulitzer de Música y el Premio del Círculo de Críticos de Drama de Nueva York al Musical del Año (este último en 1954). En 1951, Menotti compuso la ópera navideña Amahl and the Night Visitors para el Hallmark Hall of Fame.
En 1958, fundó el Festival de los Dos Mundos en Spoleto, Italia; en 1977, fundó su homólogo estadounidense en Charleston, Carolina del Sur.
Dejó el Spoleto USA en 1993 para dirigir la Ópera de Roma. En 1984 fue galardonado con el Kennedy Center Honor por su aportación a las artes, y en 1991 fue elegido el Músico del Año en Musical America. Además de componer óperas a partir de sus propios textos, Menotti dirigía la mayoría de sus producciones.

### Influencia
Su influencia se extiende más allá de los límites de la música clásica moderna, en tanto en cuanto la estrella pop Laura Branigan (Gloria y How am I supposed to live without you) mencionó en los créditos a Menotti como su profesor de canto en varios de sus álbumes de los años ochenta y noventa.
Menotti se interesó también por la música española y por su cultura. En 1982 estrenó Muero porque no muero, una cantata basada en textos de santa Teresa de Jesús. En Spoleto estrenó la ópera Juana la Loca. Escribió para Plácido Domingo la ópera Goya (1986), estrenada en la Ópera de Washington con la dirección musical de Rafael Frühbeck de Burgos. Hay que destacar también que el Festival de los Dos Mundos abrió sus puertas al flamenco. Notables fueron las actuaciones de Antonio Gades y Joaquín Cortés, entre otros.
Menotti compuso varios ballets y trabajos para numerosas corales. Entre estos, cabe destacar la cantata The Death of the Bishop of Brindisi, escrita en 1963. También realizó un concierto de violín y una obra de teatro, The leper. Es en el campo de la ópera, sin embargo, es donde realizó sus más notables contribuciones a la cultura de los Estados Unidos.

## Óperas
- 1937 — Amelia Goes to the Ball (Amelia al ballo)
- 1939 — The Old Maid and the Thief, opera radiofónica;
- 1942 — The Island God
- 1944 — Sebastian, ballet
- 1946 — The Medium
- 1947 — The Telephone, or L'Amour à trois
- 1950 — The Consul
- 1951 — Amahl and the Night Visitors, ópera para la televisión, con Chet Allen en el papel principal.
- 1954 — The Saint of Bleecker Street
- 1956 — The Unicorn, the Gorgon, and the Manticore
- 1958 — Maria Golovin
- 1963 — Labyrinth, ópera para la televisión
- 1963 — El último salvaje (L'ultimo selvaggio/The Last Sauvage)
- 1964 — Martin's Lie
- 1968 — Help, Help, the Globolinks!
- 1971 — The Most Important Man
- 1973 — Tamu-Tamu
- 1976 — The Egg
- 1976 — The Hero
- 1978 — The Trial of the Gypsy
- 1979 — Chip and his Dog, por encargo de la Canadian Children's Opera Chorus
- 1979 — La loca
- 1979 — Missa 'O Pulchritudo, misa con texto
- 1982 — A Bride from Pluto
- 1982 — The Boy Who Grew Too Fast
- 1986 — Goya, con Plácido Domingo en el papel principal.
- 1988 — The Wedding (Giorno da Nozze)
- 1993 — The Singing Child

(Fuente: usopera.com)

## Premios y distinciones
Premios Óscar
| Año  | Categoría                                  | Película  | Resultado |
| ---- | ------------------------------------------ | --------- | --------- |
| 1953 | Mejor orquestación de una película musical | La médium | Nominado  |

Festival Internacional de Cine de Cannes
| Año  | Categoría             | Película   | Resultado |
| ---- | --------------------- | ---------- | --------- |
| 1952 | Mejor película lírica | The Medium | Ganador   |